# Vertrossing
Vertrossing (afgeleid van de Nederlandse omroep TROS) is het proces waarin populaire cultuur steeds meer op amusement en minder op educatie gericht is. Popmuziek vervangt bijvoorbeeld opera. Soaps vervangen theater. Ook wel aangeduid met vervlakking.

## Herkomst
De term is afgeleid van de TROS, die haar succes heeft te danken aan het feit dat zij televisie, naar Amerikaans voorbeeld, als puur amusement beschouwt. Vanaf het begin richt de TROS zich op populaire cultuur, bijvoorbeeld het Nederlandse levenslied. Hierdoor nam het ledental, en daarmee de zendtijd in het omroepbestel, snel toe. De traditionele omroepen voelden zich bedreigd en gingen dezelfde strategie toepassen. Dit verschijnsel heet vertrossing.